# Клеърмонт
Клеърмонт (на английски: Claremont, звуков файл и буквени символи за произношение) е град в окръг Лос Анджелис, Калифорния, Съединени американски щати. Разположен е в подножието на планините Сан Габриел, на 45 km източно от град Лос Анджелис. Населението на Клеърмонт е 36 015 души (по приблизителна оценка от 2017 г.).
В Клеърмонт умира икономистът Питър Дракър (1909 – 2005).